# Wolfgang Weise
Wolfgang Weise (Leipzig, 12 de junho de 1949) é um ex-jogador de voleibol da Alemanha que competiu pela Alemanha Oriental nos Jogos Olímpicos de 1972.
Em 1972, ele fez parte da equipe alemã que conquistou a medalha de prata no torneio olímpico, no qual jogou em todas as sete partidas.